# Jules-Hercule-Mériadec de Rohan-Guéméné
Jules-Hercule-Mériadec de Rohan (Paris, 25 mars 1726 - Carlsbourg, 10 décembre 1788) est un aristocrate français membre de la Maison de Rohan.

## Biographie
Il était le fils de Hercule-Mériadec de Rohan (1688-1757), duc de Montbazon et de Louise-Gabrielle-Julie de Rohan. Il épousa en 1743 Marie-Louise de La Tour d'Auvergne (1725-1781) avec qui il eut un fils, Henri-Louis-Marie. Ils séjournaient à Paris notamment dans leur hôtel familial, l'Hôtel de Rohan-Guémené, situé au no 6 de la place des Vosges.
Connu tout d'abord sous le nom de prince de Montbazon, il prit en 1749 le titre de prince de Rohan qu'il garda sa vie durant, même après avoir hérité en 1757 du titre de duc de Montbazon, dont il démissionna peu avant sa mort en 1788.
Frère aîné du cardinal de Rohan, il eut une carrière militaire qui le porta au grade de lieutenant-général des armées du roi.
Il se signala, ainsi que sa femme, fille du duc de Bouillon, et gouvernante des enfants de France, par l'éclat de ses fêtes, la somptuosité de sa maison et par de folles prodigalités, et ils finirent, en 1783, par faire une scandaleuse faillite, qui s'éleva au chiffre de 33 millions; la liquidation n'en fut terminée qu'en 1792. Dès 1783, le prince était tombé en disgrâce et la princesse avait été obligée de se démettre de ses fonctions.
Il mourut le 10 décembre 1788 en Belgique à l'âge de 74 ans. Son fils, sa belle-fille et ses petits-enfants fuient en Bohème avant la Révolution française.

## Descendance
- Henri-Louis-Marie, duc de Montbazon, prince de Guéméné (1745–1809) il épouse Victoire-Armande-Josèphe de Rohan, dont postérité. Sa femme est la sœur la princesse de Condé et la belle-fille à titre posthume de Madame de Soubise.

## Sources
Cet article comprend des extraits du Dictionnaire Bouillet. Il est possible de supprimer cette indication, si le texte reflète le savoir actuel sur ce thème, si les sources sont citées, s'il satisfait aux exigences linguistiques actuelles et s'il ne contient pas de propos qui vont à l'encontre des règles de neutralité de Wikipédia.